# Telephanus sharpi
Telephanus sharpi es una especie de coleóptero de la familia Silvanidae.

## Distribución geográfica
Habita en Guatemala, Nicaragua, Costa Rica y  México.